# Innervision
Innervision är en promo sampler-singel från 2002 av den amerikanska metalgruppen System of a Down. Det är den enda låten från Steal This Album! som släpptes som en singel (även om en musikvideo gjordes till låten "Boom!" så släpptes denna låt aldrig som en singel). Denna låt, precis som de flesta låtarna från albumet, läckte ut i förväg på internet. "Innervision" läckte dock inte ut tillsammans med de andra låtarna (då den inte finns med på Toxicity II) utan istället läckte denna låt ut separat. Låten gick då under arbetsnamnet "Inner Vision".

## Låtlista
Alla låtar är skrivna och komponerade av System of a Down, om inte annat anges. 
| Nr | Titel       | Längd |
| -- | ----------- | ----- |
| 1. | Innervision | 2:35  |